# Etiopía (mitología)

El tipo del mundo universal según la tradición de Ptolomeo el cosmógrafo y Americus Vespuccius y otros estudios de Peter Appianus Leysnicus Elucbrat An. Hacer. 1800

En la mitología griega, Etiopía (griego: Αἰθιοπία Aithiopía, latín: Æthiopia) era un país situado hacia el este, donde salía el Sol. 
Resulta difícil situarlo exactamente debido a las contradicciones de los textos griegos antiguos, existiendo diversas interpretaciones de donde se hallaba realmente Etiopía según que texto. Este país se cita tres veces en La Odisea. Heródoto lo situó en el Alto Nilo. Para explicar el color negro de sus habitantes, los etíopes, se decía que habían quedado quemados cuando Faetón desvió el "carro del Sol" de su ruta acercándolo demasiado a la Tierra. Parece que posteriormente su ubicación se desplazó hacia el sur, más allá de Egipto, y se identificó con lo que hasta hoy en día se denomina Etiopía. En el mito de Andrómeda, Etiopía, el país del rey Cefeo, parece corresponder con la zona de Jaffa, en las costa de Fenicia. Esta interpretación se basa en los comentarios de Plinio el Viejo en el siglo I según los cuales había una tradición que decía que en la costa de Jaffa había una roca conocida como la "roca de Andrómeda".